# Чемпионат России по вольной борьбе 2025
Чемпионат России по вольной борьбе 2025 года прошёл в Москве с 27 по 28 июня. 24 апреля 2025 года появилась информация, что чемпионат России пройдёт в Москве в двух многофункциональных спортивных комплексах на Легкоатлетическо-футбольном комплексе ЦСКА и на «ВТБ Арене». Предварительные схватки проходили на 7 коврах на Легкоатлетическо-футбольном комплексе ЦСКА, а схватки за бронзовые награды и финалы прошли на «ВТБ Арене».

## Расписание соревнований[3]
| К | Квалификация | У | Утешительные схватки | П | Полуфиналы | Ф | Финалы |

| Вольная борьба (мужчины)    |   |   |   |   |
| весовая категория до 57 кг  | К | П | У | Ф |
| весовая категория до 61 кг  | К | П | У | Ф |
| весовая категория до 65 кг  | К | П | У | Ф |
| весовая категория до 70 кг  | К | П | У | Ф |
| весовая категория до 74 кг  | К | П | У | Ф |
| весовая категория до 79 кг  | К | П | У | Ф |
| весовая категория до 86 кг  | К | П | У | Ф |
| весовая категория до 92 кг  | К | П | У | Ф |
| весовая категория до 97 кг  | К | П | У | Ф |
| весовая категория до 125 кг | К | П | У | Ф |

## Медалисты[4]
| Категория | Золото                                | Серебро                                                   | Бронза                                                                                    |
| --------- | ------------------------------------- | --------------------------------------------------------- | ----------------------------------------------------------------------------------------- |
| До 57 кг  | Муса Мехтиханов · Дагестан            | Амир Чамзын · Тыва                                        | Абубакар Муталиев · Дагестан Рамиз Гамзатов · Ставропольский край                         |
| До 61 кг  | Заур Угуев · Дагестан                 | Муслим Мехтиханов · Дагестан                              | Александр Авелов · Якутия Кежик Монгуш · Иркутская область                                |
| До 65 кг  | Ибрагим Ибрагимов · Дагестан          | Абасгаджи Магомедов · Дагестан                            | Джамбулат Кизинов · Ханты-Мансийский автономный округ — Югра Рамазан Ферзалиев · Дагестан |
| До 70 кг  | Сайын Казырык · Тыва                  | Константин Капрынов · Якутия                              | Абдурахман Далгатов · Дагестан Курбан Шираев · Дагестан                                   |
| До 74 кг  | Имам Ганишов · Дагестан               | Магома Дибиргаджиев · Дагестан                            | Алан Кудзоев · Северная Осетия Иналбек Шериев · Московская область                        |
| До 79 кг  | Ахмед Усманов · Дагестан              | Мохьмад Насирхаев · Дагестан                              | Магомедмурад Яхьяев · Дагестан Никита Сучков · Красноярский край                          |
| До 86 кг  | Ибрагим Кадиев · Дагестан             | Артур Найфонов · Ханты-Мансийский автономный округ — Югра | Арслан Багаев · Москва Аманула Расулов · Дагестан                                         |
| До 92 кг  | Аманулла Гаджимагомедов · Дагестан    | Славик Наниев · Ханты-Мансийский автономный округ — Югра  | Юсуп-Хаджи Айдаев · Чечня Асхаб Саадуллаев · Дагестан                                     |
| До 97 кг  | Абдулрашид Садулаев · Дагестан        | Магомед Курбанов · Дагестан                               | Асланбек Сотиев · Москва Сослан Джагаев · Москва                                          |
| До 125 кг | Абдулла Курбанов · Краснодарский край | Павел Кривцов · Кемеровская область                       | Шамиль Мусаев · Дагестан Игорь Овсянников · Красноярский край                             |